# Список серій мультсеріалу «Чіп і Дейл — бурундучки-рятівнички»
«Чіп і Дейл — бурундучки́-рятівнички́» (англ. «Chip 'n Dale Rescue Rangers») — американський анімаційний телесеріал, який створено у компанії «Disney Television Animation».
У США телесеріал показано 65 епізодами у 3-х сезонах.
В Україні, на відміну від США, демонструвався одним сезоном. Прем'єра відбулася 22 листопада 2011 року в «Сніданку з 1+1», але у телепрограмі це відсутнє. Трансляція продовжилася з 26 листопада 2011 року. До новорічних свят загалом показано 30 серій. Потім показ тимчасово зупинили й продовжили по буднях з 16 січня 2012 року. Після 45 серії, «На допомогу, частина 5», трансляція припинилася. Далі серії демонструвалися у повторі російською мовою.
Канал «1+1» перезапустив показ серіалу з 29 вересня 2012 року. Він транслювався у суботу та неділю по 2 серії. Було показано всі 65 серій. Останні дві серії вийшли 19 січня 2013 року.

## Сезони
| Сезон | Сезон | Серії | Прем'єра у США  | Прем'єра у США    | Прем'єра українською | Прем'єра українською |
| Сезон | Сезон | Серії | Перший ефір     | Останній ефір     | Перший ефір          | Останній ефір        |
| ----- | ----- | ----- | --------------- | ----------------- | -------------------- | -------------------- |
|       | 1     | 13    | 4 березня 1989  | 21 травня 1989    | 22 листопада 2011    | 19 січня 2013        |
|       | 2     | 47    | 15 вересня 1989 | 2 травня 1990     | 22 листопада 2011    | 19 січня 2013        |
|       | 3     | 5     | 10 вересня 1990 | 19 листопада 1990 | 22 листопада 2011    | 19 січня 2013        |

## Серії

### Сезон 1 (1989)
| № | #  | Назва                                                       | Перший ефір у США | Перший ефір українською | prodcode |
| --- | -- | ----------------------------------------------------------- | ----------------- | ----------------------- | -------- |
| 1 | 4  | «Підводні пірати» «Piratsy Under The Seas»                  | 4 березня 1989    | 27 листопада 2011       | 09       |
| Прибирання у будинку призводить до того, що рятівники опиняються на човні-сміттєвозі. І все б ще нічого, якби банда щурів-піратів, що живуть у перевернутому кораблі на дні моря, не схотіла поживитися сміттям саме з цього корабля. |    |                                                             |                   |                         |          |
| 2 | 1  | «В'язниця для кішок» «Catteries Not Included»               | 5 березня 1989    | 22 листопада 2011       | 08       |
| Розшукуючи зникле кошеня, Рятівники виявляють, що по всьому місту пропадають коти. Виявляється, що професор Німнул за допомогою роботів-собак збирає кішок, щоб використати їх для заряду велетенського генератора. |    |                                                             |                   |                         |          |
| 3 | 12 | «Двійник Дейла» «Dale Beside Himself»                       | 12 березня 1989   | 6 грудня 2011           | 23       |
| Збирання Дейлом горіхів закінчується знайомством з інопланетянином на ім'я Детц, який хотів залишитися на Землі. Дейл пропонує йому стати рятівником, і Детц приймає його подоби (особи його виду можуть запросто перетворитися на що завгодно), а тоді й зовсім відправляє його на свою планету. Дейлові вдається повернутися, але тепер йому треба довести, хто є хто.                                                                                      |    |                                                             |                   |                         |          |
| 4 | 6  | «Диво-собака Флеш» «Flash The Wonder Dog»                   | 19 березня 1989   | 28 листопада 2011       | 42       |
| Котяра, що просто ненавидить собак, підставляє зірку серіалу "Диво-собака Флеш". Дейл вмовляє рятівників відносити репутацію Флеша, але сильно розчаровується у своєму улюбленому герої. |    |                                                             |                   |                         |          |
| 5 | 11 | «До запуску готовий» «Out to Launch»                        | 26 березня 1989   | 5 грудня 2011           | 10       |
| Рятівники прибувають на космодром, де якраз повинен відбутися запуск. Чіп і Дейл, намагаючись вразити Пружинку, випадково потрапляють всередину одного зі скафандрів, а звідти — знову ж випадково — у відкритий космос. Пружинці, Сирогризу та Гедзику вдається їх врятувати, але тут у космічний корабель влучає метеорит, і тепер тільки Чіп і Дейл можуть здійснити аварійну посадку.                                                                     |    |                                                             |                   |                         |          |
| 6 | 13 | «Грандіозні пригоди пташок ківі» «Kiwi’s Big Adventure»     | 2 квітня 1989     | 7 грудня 2011           | 13       |
| Рятівнички знаходять свій викрадений літачок у ківі-массонів. Під час обряду рятівнички втікають, але один з птахів пошкоджує кульку. |    |                                                             |                   |                         |          |
| 7 | 5  | «Як важко виховати білочку» «Adventures in Squirrelsitting» | 9 квітня 1989     | 27 листопада 2011       | 40       |
| Під час гонитви за Котярою, який викрав "Мальтійську Мишу" (цінний музейний експонат), рятівники випадково розносять житло білок. Пружинка пропонує мамі-білці, щоб її дві доньки побули з ними, доки та прибирає. Теммі, старша сестра, закохується у Чіпа, але той поводиться з нею як з дитиною, і вона вирішує сама забрати у Котяри Мальтійську Мишу. У результаті рятівникам доводиться шукати сестер у казино Котяри, видаючи себе за артистів кабаре. |    |                                                             |                   |                         |          |
| 8 | 7  | «Маєток Баскервілів» «Pound of the Baskervilles»            | 16 квітня 1989    | 29 листопада 2011       | 07       |
| Під час негоди рятівнички потрапляють у маєток. В ньому вони зустрічають пса МакДафа, який шукає заповіт та власника маєтку, який не любить тварин. |    |                                                             |                   |                         |          |
| 9 | 9  | «Ризикований бізнес» «Risky Beesness»                       | 23 квітня 1989    | 1 грудня 2011           | 46       |
| До рятівників звертається королева бджіл, рій якої було "викрадено". Виявляється, що Ірвіна Аллен, співробітниця центру з винищення комах, винайшла прилад, за допомогою якого їй вдалося загіпнотизувати бджіл. Мета Ірвіни — зірвати концерт групи "Залізна гуска" та виступити самій, бо вона мріє про славу рок-зірки. Намагаючись завадити їй, рятівники потрапляють у пастку, і тепер лише Гедзик може виправити ситуацію.                              |    |                                                             |                   |                         |          |
| 10 | 2  | «Троє в човні й Бакланчик» «Three Men and a Booby»          | 30 квітня 1989    | 26 листопада 2011       | 06       |
| Скажений колекціонер яєць викрадає у бакланихи її єдине яйце. Рятівникам вдається його забрати, але бакланиха потрапляє у полон. А тим часом з яйця вилуплюється пташеня, і Чіпу, Дейлу та Сирогризу доводиться за ним наглядати, доки Пружинка робить новий транспорт для операції по порятунку бакланихи. |    |                                                             |                   |                         |          |
| 11 | 3  | «Килимкові злодії» «The Carpetsnaggers»                     | 7 травня 1989     | 26 листопада 2011       | 22       |
| У місті відбуваються просто-таки фантастичні викрадення: речі безслідно зникають разом із килимами, на яких стояли. Сирогриз та Дейл вважають, що це магія. Вивчивши поліційні матеріали, рятівники виявляють, що всі килими були куплені у крамниці Алі Бімбо, а власник її — замаскований професор Німнул, який зашивав у килими мікросхеми, щоб мати змогу ними керувати. І він якраз отримав величезне замовлення від місцевої багатійки.                 |    |                                                             |                   |                         |          |
| 12 | 10 | «Тримайся, малеча» «Bearing Up Baby»                        | 14 травня 1989    | 2 грудня 2011           | 11       |
| Рятівники йдуть у похід за місто. Дейл лякається дикої тварини та залишається у таборі. Там він знайомиться з малюком, якого батьки залишили без нагляду. |    |                                                             |                   |                         |          |
| 13 | 8  | «Ці невгамовні батьки» «Parental Discretion Retired»        | 21 травня 1989    | 30 листопада 2011       | 12       |
| До Сирогриза приїжджає його батько, Сирогриз Старший, і пропонує свою допомогу у новому розслідуванні: останнім часом деякі мешканці моря стали дуже дивно поводитись. Виявляється, що це наслідки чергового плану Котяри: гіпнотизуючи осетрів, він примушує їх вважати себе квочками й відкладати чорну ікру кожного дня. Але Сирогриз Старший, сам того не розуміючи, ускладнює рятівникам роботу, діючи за принципом "спершу дій, тоді думай".            |    |                                                             |                   |                         |          |

### Сезон 2 (1989/1990)
| № | #  | Назва                                                                       | Перший ефір у США | Перший ефір українською | prodcode |
| --- | -- | --------------------------------------------------------------------------- | ----------------- | ----------------------- | -------- |
| 1 | 41 | «На допомогу, частина 1» «Rescue Rangers to the Rescue (1)»                 | 15 вересня 1989   | 30 січня 2012           | 01       |
| Детектив Дрейк розслідує викрадення величезного рубіна з допомогою свого пса Плато. Рубін вдається забрати, але Дрейк підозрює, що справжній організатор викрадення — Алдрін Клордейн, мафіозі, який зник кілька років тому. Тим часом Клордейн за допомогою свого кота Котяри підставляє Дрейка, внаслідок чого детектива та Плато ув'язнюють. Чіп і Дейл, які спостерігали за ходом розслідування, вирішують взяти діло на себе. А тим часом Котяра сам викрадає рубін у Клордейна, щоб провести свою власну аферу. |    |                                                                             |                   |                         |          |
| 2 | 42 | «На допомогу, частина 2» «Rescue Rangers to the Rescue (2)»                 | 15 вересня 1989   | 31 січня 2012           | 02       |
| Чіп та Дейл намагаються забрати рубін у Котяри спершу у казино, а тоді у китайській пральні, але безрезультатно. Котяра купує у «сіамських близнючок» (сестер-кішок, яких бояться абсолютно всі інші коти) бійцівську рибку, за допомогою якої захоплює корабель. Мета Котяри — отримати контроль над усіма котами міста шляхом захоплення всіх рибних уловів. На кораблі Чіп і Дейл знайомляться із Гедзиком та Сирогризом, які приєднуються до них після того, як Котяра топить скриню, у якій вони жили. |    |                                                                             |                   |                         |          |
| 3 | 43 | «На допомогу, частина 3» «Rescue Rangers to the Rescue (3)»                 | 15 вересня 1989   | 1 лютого 2012           | 03       |
| Котяра, зазнавши невдачі, повертається до Клордейна, щоб повернути йому рубін, але наздогнати його не вдається. Сирогриз, почувши, що вертоліт, у якому зникли Клордейн та Котяра, направляється до Арктики, пропонує звернутися до свого старого друга — пілота Турбіна Гайковича. Та виявляється, що Турбін загинув за рік до того. Пружинка, донька Турбіна, перевозить Чіпа, Дейла, Сирогриза та Гедзика до Арктики на старому літаку батька, але той ламається після приземлення. Доки Пружинка робить новий літак, інші виявляють, що Клордейн співпрацює із професором Німнулом, який розробив величезну лазерну установку, яка без рубіну не працює. |    |                                                                             |                   |                         |          |
| 4 | 44 | «На допомогу, частина 4» «Rescue Rangers to the Rescue (4)»                 | 15 вересня 1989   | 2 лютого 2012           | 04       |
| Клордейн викрадає Дрейка із в'язниці, щоб використати його під час афери та ще більше принизити. Рятівники повертають рубін до поліцейського відділку, але Котяра робить так, що пса Плато відправляють до собачого притулку, і тепер їм доводиться визволяти друга. |    |                                                                             |                   |                         |          |
| 5 | 45 | «На допомогу, частина 5» «Rescue Rangers to the Rescue (5)»                 | 15 вересня 1989   | 3 лютого 2012           | 05       |
| Клордейн розкриває свій план: за допомогою велетенської брили льоду, привезеної з Арктики та залитої зарядженим желатином, він планував викликати невеликий землетрус під міською скарбницею із золотим запасом. Рятівники викликають сильніший землетрус, внаслідок якого сам будинок скарбниці провалюється під землю. У паніці Клордейн намагається втекти, але рятівники та Плато його зупиняють. Дрейка виправдовують, а Плато отримує поліцейський значок, який віддає Чіпу та Дейлу. Команда рятівників вирішує продовжувати розслідування. |    |                                                                             |                   |                         |          |
| 6 | 14 | «Хлопчина з лампи» «A Lad in a Lamp»                                        | 3 жовтня 1989     | 8 грудня 2011           | 24       |
| До Сирогриза випадково потрапляє чарівна лампа зі справжнім джином. Після того, як Сирогриз загадує третє бажання, він сам і джин міняються місцями. На додачу лампу викрадає банда Котяри, і тепер джинові-Сирогризу нічого не залишається, окрім виконувати їхні бажання. |    |                                                                             |                   |                         |          |
| 7 | 20 | «Пощастить чи ні?» «The Luck Stops Here»                                    | 6 жовтня 1989     | 16 грудня 2011          | 14       |
| Під час випробувань підводного костюма у фонтані парку Пружинка випадково потрапляє до портфеля талановитого, але забобонного винахідника Клайда Козгроува, який саме має завершити кухонний пристрій для конкурсу. Пружинка вирішує допомогти йому, але є дві проблеми: по-перше, до конкурсу залишилося дуже мало часу; по-друге, кішка, яку Клайд вважає своїм головним талісманом, зовсім на це не налаштована — адже насправді вона псує його винаходи. |    |                                                                             |                   |                         |          |
| 8 | 15 | «Діамантові війни» «Battle of the Bulge»                                    | 9 жовтня 1989     | 9 грудня 2011           | 18       |
| Голодні Чіп і Дейл, бо Сирогриз має зайву вагу та готує страви тільки з сушених вівсяних пластівців і гранульованої пшениці, під час ранкової пробіжки залазять у ящик з фруктами, щоб поїсти, та потрапляють в ньому до Котяри. |    |                                                                             |                   |                         |          |
| 9 | 17 | «Привид-нежданчик» «Ghost of a Chance»                                      | 10 жовтня 1989    | 13 грудня 2011          | 29       |
| Сирогриз повинен зняти прокляття з привида, сера Колбіта, свого пращура, який насправді боягуз. Сирогриза зустрічає привид Кентервільського кота, а банда Котяри збирається викрасти корону з діамантами. |    |                                                                             |                   |                         |          |
| 10 | 18 | «А слони і не підозрювали» «An Elephant Never Suspects»                     | 11 жовтня 1989    | 14 грудня 2011          | 16       |
| Рятівники відвідують свого друга, слоненя Еліота, у зоопарку. Інші тварини, розговорившись із ними, скаржаться, що хтось краде у них горіхи, і підозри падають на слонів: адже в них досі нічого не зникло. Далі ще гірше: під час нічної варти у слонячому вольєрі ціла купа горіхів дивним чином зникає. Тепер тварини (всі, окрім Еліота) вважають, що саме рятівники їх крали. |    |                                                                             |                   |                         |          |
| 11 | 21 | «Прибульці - брехунці» «Fake Me to Your Leader»                             | 12 жовтня 1989    | 19 грудня 2011          | 31       |
| Професор Німнул розробив новий прилад — лазер, здатний змінювати розміри живих та неживих об'єктів. Збільшивши хробаків так, що вони стали майже вдвічі більші від людей, він видає їх за прибульців та вимагає у уряду золото. Але під час пробного тесту лазера під його вплив випадково потрапляє Гедзик. |    |                                                                             |                   |                         |          |
| 12 | 22 | «Останній потяг до Грошейвілю» «Last Train to Cashville»                    | 13 жовтня 1989    | 20 грудня 2011          | 50       |
| До поліції звертається хлопчик, у якого зник іграшковий потяг, і рятівники беруться за пошуки. При цьому Дейл буквально спить на ходу через те, що часто дивився телепередачі вночі. А потяг був потрібен банді Котяри для того, щоб замінити золоті зливки у банку на крашену у золотий колір цеглу. |    |                                                                             |                   |                         |          |
| 13 | 19 | «Зіркова хвороба» «A Case of Stage Blight»                                  | 16 жовтня 1989    | 15 грудня 2011          | 17       |
| Злодії лише дивом не вбивають актора, на голові якого опинився Дейл під час фехтування в опері. Під час розшуків цих негідників рятівнички потрапляють до підземелля, де знайомляться з алігатором, який робить з них ляльок. |    |                                                                             |                   |                         |          |
| 14 | 23 | «Культ Ку-Ку-Коли» «The Case of the Cola Cult»                              | 17 жовтня 1989    | 21 грудня 2011          | 19       |
| Пружинка останнім часом дуже засмучена тим, що її винаходи один за одним ламаються. Олії у вогонь підливає ще й «невеличкий саботаж» Бульбашки — охоронця голови Культу Коли, свого роду секти, яка оббирає всіх, хто до неї приєднується. Після того, як рятівники ледве тікають від розлючених сектантів, Пружинка вирішує піти з команди. |    |                                                                             |                   |                         |          |
| 15 | 24 | «Скинь мумію з потягу» «Throw Mummy From the Train»                         | 18 жовтня 1989    | 22 грудня 2011          | 26       |
| Жадібний помічник археолога викрадає перстень, здатний відкрити скарбницю із діамантами, і пробуджує мумію охоронця гробниці фараона. От тільки ніхто не здогадувався, що текст про скарбницю був перекладений неправильно, з усіма можливими і неможливими наслідками… |    |                                                                             |                   |                         |          |
| 16 | 25 | «Вовк у дешевому вбранні» «A Wolf in Cheap Clothing»                        | 19 жовтня 1989    | 23 грудня 2011          | 39       |
| У місті починаються грабежі, у яких звинувачують невідомого величезного звіра. Дейл вважає, що це перевертень. В цей час рятівники отримують звістку про те, що вовк Гаррі, який живе у зоопарку, останнім часом незвично поводиться. |    |                                                                             |                   |                         |          |
| 17 | 27 | «Робокіт» «Robocat»                                                         | 20 жовтня 1989    | 27 грудня 2011          | 33       |
| Місцевий винахідник створює кота-робота, але вважає його недосконалим через те, що він не вміє ловити мишей. Пружинка перепрограмовує його за допомогою відеогри, але Чіп вважає, що довіряти робокоту не варто. |    |                                                                             |                   |                         |          |
| 18 | 28 | «Кому дзвонить дзвіночок Павлова?» «Does Pavlov Ring a Bell?»               | 2 листопада 1989  | 28 грудня 2011          | 28       |
| Рятівники знайомляться із лабораторним щуром та морською свинкою, які працюють «на найгеніальнішого вченого у світі». Чіп та Дейл підозрюють, що з ними щось не те, особливо після того, як ті впадають у транс після дзвону або свисту. |    |                                                                             |                   |                         |          |
| 19 | 26 | «Доісторична тваринка» «Prehysterical Pet»                                  | 3 листопада 1989  | 26 грудня 2011          | 38       |
| Дейл постійно тягне додому тварин, але місця для них не має. Чіп каже Дейлу, щоб той відвів пса туди, де його взяв. Дейл виконує наказ, але рятує динозаврика від хлопчика і приводить потайки додому. Вдома Дейл займався його дресируванням. Також він давав йому читати комікси та дивитися фільми про динозаврів (Завдяки цьому динозавр навчився розмовляти). Але під час годування динозавр дуже швидко виріс. |    |                                                                             |                   |                         |          |
| 20 | 29 | «Страшидло з темних глибин» «A Creep In The Deep»                           | 13 листопада 1989 | 29 грудня 2011          | 25       |
| У рятівників нова справа: хтось напав на вантажівку із замороженою рибою. Виявляється, що у місті діє банда морських жителів на чолі з капітаном Фінном — рибкою, вищою метою якої є «звільнення всіх ув'язнених риб» та помста людям за те, що вони їдять рибу. А методи в нього радикальні: спершу рятівникам доводиться запобігти нападу на дельфінарій, а далі й зовсім пірнути на дно моря. |    |                                                                             |                   |                         |          |
| 21 | 16 | «Науковий проєкт Нормі» «Normie's Science Project»                          | 14 листопада 1989 | 12 грудня 2011          | 20       |
| Німнул хоче вкотре зруйнувати місто за допомогою молекулярного звукопідсилювача. Біда лише в тому, що його дурнуватий племінник Нормі викрав прилад, аби виграти на шкільному науковому ярмарку. |    |                                                                             |                   |                         |          |
| 22 | 30 | «Провидець-Лиховидець» «Seer No Evil»                                       | 15 листопада 1989 | 30 грудня 2011          | 63       |
| Кася, Касандра — метелик, що віщує майбутнє, розказує майбутнє кожному з рятівничків. З пророцтва вони дізнаються, що Чіп повинен загинути. Він не вірить у цю маячню, але пророцтва Касандри починають збуватися. |    |                                                                             |                   |                         |          |
| 23 | 33 | «Пригоди на безлюдному Бурундо-острові» «Chipwrecked Shipmunks»             | 16 листопада 1989 | 18 січня 2012           | 32       |
| Рятівнички через аварію потрапляють на безлюдний острів. Дізнавшись, що на острів насувається ураган, Пружинка з Чіпом намагаються збудувати човен, а Сирогриз з Дейлом знаходять скарб, який шукають пірати. |    |                                                                             |                   |                         |          |
| 24 | 48 | «Коли миші були людьми» «When Mice Were Men»                                | 17 листопада 1989 | 22 грудня 2012          | 54       |
| Рятівнички прибувають до Трамплонії (Іспанія), щоб допомогти місцевим жителям з биком-велетнєм. Колись Сирогриз переміг його та врятував фестиваль. Але Сирогриз чомусь не хоче знову рятувати жителів від цього бика. |    |                                                                             |                   |                         |          |
| 25 | 31 | «Шоколядні чіпери» «Chocolate Chips»                                        | 20 листопада 1989 | 16 січня 2012           | 34       |
| У південноамериканських лісах коїться щось дивне: безслідно зникають какао-дерева. Вночі Дейл, що прокинувся, щоб спокійно поїсти солодощів, бачить, як решта рятівників і туристи, що саме тут перебували, від укусів москітів перетворюються на «зомбі», викопують какао-дерева та сплавляють їх рікою, а вранці ніхто нічого не пам'ятає. |    |                                                                             |                   |                         |          |
| 26 | 34 | «Останній з лепреконів» «The Last Leprechaun»                               | 21 листопада 1989 | 19 січня 2012           | 30       |
| Під час ремонту літачка Дейл піймав Дарбі — короля лепреконів. І Дарбі повинен віддати йому горщик з золотом, але обманює рятівничків та за допомогою магії зачиняє їх у своєму домі. Королева-банші у короля викрадає цей горщик. Дарбі звинувачує рятівничків у змові з банші. |    |                                                                             |                   |                         |          |
| 27 | 38 | «То погода, чи негода?» «Weather or Not»                                    | 22 листопада 1989 | 25 січня 2012           | 55       |
| Хвіст Сирогриза передбачає погоду, але в останній час хвіст починає помилятися. Сирогриз йде з дому, щоб розібратися, чому хвіст помилково передбачає погоду. |    |                                                                             |                   |                         |          |
| 28 | 51 | «Великий і могутній Чіп» «One-Upsman-Chip»                                  | 23 листопада 1989 | 23 грудня 2012          | 53       |
| Чіп і Дейл розігрують один одного. Після одного з жартів Дейла, Чіп звертається до друзів за допомогою. Рятівнички допомагають Чіпу розіграти Дейла. Чіп наказує Дейлу гуляти у парку, де його викрадають поплічники Котяри. |    |                                                                             |                   |                         |          |
| 29 | 53 | «Крадені мушлі» «Shell Shocked»                                             | 24 листопада 1989 | 29 грудня 2012          | 62       |
| Рятівнички роблять собі вихідний і відпочивають на березі моря. Під час відпочинку вони дізнаються від місцевих крабів, що на пляжі зникли всі мушлі. Краби вимагають, щоб рятівнички шукали вкрадені мушлі, а не відпочивали. |    |                                                                             |                   |                         |          |
| 30 | 37 | «Любов дуже заплутана штукенція» «Love Is a Many Splintered Thing»          | 18 грудня 1989    | 24 січня 2012           | 57       |
| Сирогриз через кохану свариться з Чіпом та залишає рятівничків. Згодом Сирогриз хоче повернутися і дізнається від коханої про майбутнє пограбування. Він вирішує самостійно спіймати грабіжників та повернутися до рятівничків, але попадає у пастку. |    |                                                                             |                   |                         |          |
| 31 | 36 | «Пісенька нічного Дейловейка» «Song of the Night ’n Dale»                   | 19 грудня 1989    | 23 січня 2012           | 44       |
| Потрапивши у реактивний потік, рятівники переносяться до Гімалаїв, де знайомляться із солов'єм на ім'я Цвір-Інь. Той розповідає, що колись був тваринкою імператора, і вважає себе проклятим через те, що його власник останнім часом, здається, божеволіє. Імператор стверджує, що бачить вночі драконів. Рятівники вирішують розслідувати цю справу, але у першу ніч Чіп, Пружина і Ґедзик вирушають на пошуки деталей для ремонту рятівного крила. Чіп наказав доглядати імператора Сирогризу і Дейлу. Через деякий час з іграшкового соловейка (якого змайструвала сестра імператора Су-лін) виходить підозрілий газ, який починає діяти на імператора, а також Дейла і Сирогриза. Після цього Сирогриз засинає, а Дейл, ледь стримуючись від засинання, падає на імператора і будить його. |    |                                                                             |                   |                         |          |
| 32 | 35 | «Бурундучки-двурундучки» «Double 'O Chipmunk»                               | 20 грудня 1989    | 20 січня 2012           | 36       |
| Дейл на прохання перевдягненої Пружинки має передати плівку секретному агенту. Під час виконання шпигунської місії до Дейла з Ґедзиком випадково потрапляє плівка з секретними кресленнями танка. |    |                                                                             |                   |                         |          |
| 33 | 40 | «Пружиночка - Гаваєчка» «Gadget Goes Hawaiian»                              | 21 грудня 1989    | 27 січня 2012           | 35       |
| Під час відпочинку на Гаваях Пружинка натрапляє на дівчину-мишку — зовні свою точну копію на ім'я Лавинка (але надзвичайно самовпевнену і пихату), яка прагне стати королевою племені мишей, які живуть біля штучного вулкана. Для цього їй потрібно пройти три випробування на виживання, які до цього ніхто не міг пройти, і Лавинка вмовляє, а точніше, змушує Пружинку помінятися місцями, заманивши решту рятівників у вулкан та погрожуючи влаштувати виверження. |    |                                                                             |                   |                         |          |
| 34 | 49 | «Ця птаха найкраща з мишей, це Дейл» «It's a Bird, It's Insane, It's Dale!» | 22 грудня 1989    | 22 грудня 2012          | 52       |
| Дейл знаходить шматок метеорита, який дає йому здатність розтягуватися, ніби гумова стрічка. Та не йому одному пощастило: інший шматок того самого метеорита знаходить людина не з найкращими намірами у світі. |    |                                                                             |                   |                         |          |
| 35 | 47 | «Злодюжки на розносі» «Short Order Crooks»                                  | 5 лютого 1990     | 16 грудня 2012          | 51       |
| Двоє злодюжок намагаються прокопати з кафе тунель до розташованого неподалік банку, перед цим відправивши власницю кафе у подорож. Але саме тієї ночі Сирогриз готував на кухні цього кафе сирну юшку (через те, що пароварка вдома у рятівників зламалася), яка скоро стає дуже популярною серед поліціянтів — вони саме сюди зазвичай ходять обідати. Оскільки злодюжки куховарити не вміють, рятівникам доводиться кожну ніч варити юшку, аби власниця кафе не втратила замовників. |    |                                                                             |                   |                         |          |
| 36 | 57 | «Контролюй свої звички» «Mind Your Cheese and Q's»                          | 6 лютого 1990     | 5 січня 2013            | 41       |
| Сирогриз сідає на дієту без сиру, бо через пристрасть до нього не допоміг рятувати Пружинку. Та у Сирогриза починається помутніння розуму. Сирогриз вирушає на пошуки сиру. Але виявляється, що в місті сирна криза. |    |                                                                             |                   |                         |          |
| 37 | 39 | «Автозменшувач» «Out of Scale»                                              | 8 лютого 1990     | 26 січня 2012           | 60       |
| З міста таємничо зникає один із пам'ятників. Під час розслідування Чіпа і Дейла викрадають та передають місцевому гангстеру, а точніше, його розбещеній дочці Баффі. У її кімнаті і знаходиться пам'ятник, зменшений до іграшкових розмірів: гангстер викрав пристрій для зміни розмірів у професора Німнула і тепер використовує його, щоб робити з об'єктів міста «іграшки» для Баффі. |    |                                                                             |                   |                         |          |
| 38 | 56 | «Брудні підгузки» «Dirty Rotten Diapers»                                    | 19 лютого 1990    | 5 січня 2013            | 48       |
| Рятівнички стають свідками пограбування сім'ї з малюком. Вони намагаються берегти нову сім'ю малюка від пограбування і не застосовувати грубу силу, бо цього хоче Пружинка. Але малюк створює їм перепони. |    |                                                                             |                   |                         |          |
| 39 | 46 | «Хороші часи, кажанячі часи» «Good Times, Bat Times»                        | 21 лютого 1990    | 16 грудня 2012          | 47       |
| Під час перегляду фільму рятівнички стають свідками того, що помічники прибиральниці (Вона також займається магією) у світляків викручують лампочки. Рятівники починають з'ясовувати про це та через жуйку Дейла потрапляють в аварію. Дейла рятує одна із помічниць прибиральниці на ім'я Лисовичка та закохується у нього. Коли вона дізнається, що команда рятівників бореться проти цієї прибиральниці, вона вирішує бути нейтральною в цій боротьбі. Але коли прибиральниця перетворює Дейла на жабу, Лисовичка вирішує боротися на боці рятівників. У кінці серії вона вчила Дейла літати на дельтаплані. |    |                                                                             |                   |                         |          |
| 40 | 58 | «Пироги в небі» «Pie in the Sky»                                            | 22 лютого 1990    | 6 січня 2013            | 56       |
| Рятівнички везуть маленьку птаху до Капістрано, але опиняються на пташиній фабриці. Маленький птах потрапляє у пастку. При звільненні пташки Чіп і Дейл зустрічаються з котами-охоронцями. А Сирогриз з Пружинкою та малечею потрапляють у тісто для пирогів. |    |                                                                             |                   |                         |          |
| 41 | 60 | «Прекрасний злочин» «Le Purrfect Crime»                                     | 19 березня 1990   | 12 січня 2013           | 58       |
| Сирогриз з Ґедзиком дізнаються про дивні жахливі звуки з Парижу від собак, які втекли з цього міста. Вони вирішують розслідувати цю справу. Виявляється, що до цього причетний Мальтіз Де Сад (кузен Котяри). Під час боротьби з ним, Дейл відволікається й вирішує поїсти вершки. Це закінчується тим, що всю команду рятівників спіймав Мальтіз. Рятівники звинувачують у цьому Дейла, і навіть говорять, що розслідувати справи краще без нього. Дейл дуже сильно ображається й покидає команду рятівників. Під час самотньої прогулянки на Дейла падає іграшкова Ейфелева вежа, внаслідок чого у нього з'являється амнезія. Перший, хто вирішує "нагадати" хто такий Дейл був Мальтіз. Він сказав, що його звати Рембо-дейл, а Рятівники є його ворогами. Дейл вірить йому і він рішуче налаштований на боротьбу з Командою Рятівників, але їм вдається повернути йому пам'ять. Після цього Дейл вирішує взяти основну участь у боротьбі проти Мальтіза. |    |                                                                             |                   |                         |          |
| 42 | 61 | «Коли "зарибкаєш" бажання» «When You Fish Upon a Star»                      | 21 березня 1990   | 12 січня 2013           | 59       |
| До Рятівничків звертається за допомогою миша, яка хоче щоб врятували його батька з Собачого острова, біля якого розбився корабель. Сирогриз викладає компас, за допомогою якого Пружинка збирається дістатися острову. |    |                                                                             |                   |                         |          |
| 43 | 63 | «Бурундучки ловлять роки» «Rest Home Rangers»                               | 22 березня 1990   | 13 січня 2013           | 64       |
| В крамниці Рятівнички зустрічаються з Німнулом, який краде чорнослив для свого винаходу. Під час переслідування Сирогриз попадає під дію променя професора та перетворюється на старого. |    |                                                                             |                   |                         |          |
| 44 | 62 | «Похилі будинки» «A Lean on the Property»                                   | 16 квітня 1990    | 13 січня 2013           | 65       |
| До Сирогриза приїхала мама. Рятівнички показують їй місто. Під час прогулянки будинки почали завалюватись. Сирогриз хоче допомогти мешканцям, але мама поводитися з ним як з дитиною. І тоді він вирішує довести, що він вже дорослий. |    |                                                                             |                   |                         |          |
| 45 | 64 | «Електростанція мишачий поводир» «The Pied Piper Power Play»                | 23 квітня 1990    | 19 січня 2013           | 15       |
| До рятівничків приходить миша Вус, німий та погано чує, який повідомляє, що з міста зникли всі миші. Сирогриз теж не повернувся після пошуку сиру на сніданок. |    |                                                                             |                   |                         |          |
| 46 | 65 | «Горила шукає друзів» «Gorilla My Dreams»                                   | 1 травня 1990     | 19 січня 2013           | 37       |
| Котяра шантажує горилу Куку, щоб вона крала діаманти. Заради цього він викрадає її друга, кошеня Бусика. Рятівникам вдається повернути кошеня, але Котяра не здається і вирішує знов вкрасти його. Але він помилково викрадає Дейла; та дізнавшись, що для Куку Дейл теж став другом; Котяра використовує Дейла для тих самих цілей, для яких викрадав Бусика. |    |                                                                             |                   |                         |          |
| 47 | 32 | «Герої каналізації» «The S.S. Drainpipe»                                    | 2 травня 1990     | 17 січня 2012           | 21       |
| Дейл наслідує свого телекумира, Червоного Барсука. Під час розслідування викрадених човників Чіп потрапляє у рабство. Дейл розробляє план порятунку, внаслідок чого рятівники також стають рабами. Тому він вирішує знов спробувати врятувати рятівників. |    |                                                                             |                   |                         |          |

### Сезон 3 (1990)
| № | #  | Назва                                                             | Перший ефір у США | Перший ефір українською | prodcode |
| --- | -- | ----------------------------------------------------------------- | ----------------- | ----------------------- | -------- |
| 1 | 52 | «Ґедзик повертається додому» «Zipper Come Home!»                  | 10 вересня 1990   | 29 грудня 2012          | 49       |
| Сирогриз виганяє з дому Ґедзика за те, що заважав йому на кухні. Ґедзик потрапляє до племені жуків, де його роблять королем та відгодовують, щоб потім принести у жертву великій жабі.                                                      |    |                                                                   |                   |                         |          |
| 2 | 54 | «Рятівники в хрустиках» «Puffed Rangers»                          | 18 вересня 1990   | 30 грудня 2012          | 27       |
| Дейл не знаходить в коробці з хрустиками машинки та повертається до магазину за своєю іграшкою. В крамниці з'ясовується, що машинки відсутні й в інших коробках.                                                                            |    |                                                                   |                   |                         |          |
| 3 | 55 | «Людино-муха» «A Fly in the Ointment»                             | 26 вересня 1990   | 30 грудня 2012          | 45       |
| Ґедзик вважає, що друзі його ігнорують та дають несерйозні завдання й хоче це виправити. Він самотужки намагається затримати Німнула на місці злочину, але обмінюється з ним тілом.                                                         |    |                                                                   |                   |                         |          |
| 4 | 59 | «Танцювально-колективний злочин» «A Chorus Crime»                 | 12 листопада 1990 | 6 січня 2013            | 43       |
| Сирогриз з Ґедзиком йдуть до порту зустрічати човен з сиром, а Чіп, Дейл та Пружинка — на виставу до театру. Човен не прийшов до порту, бо розбився об айсберг, як й інші, хоча на дворі і не зима. Виставу скасували через вкрадені туфлі. |    |                                                                   |                   |                         |          |
| 5 | 50 | «Сезон полювання на собак відкрито» «They Shoot Dogs, Don’t They» | 19 листопада 1990 | 23 грудня 2012          | 61       |
| Рятівники повинні врятувати відому зірку естради Каніну від вбивства. Заза, дублер Каніни та Дикий Біл Гикавка стають їм на заваді. |    |                                                                   |                   |                         |          |